# 阿尔铁达
阿尔铁达，是西班牙阿拉贡自治区萨拉戈萨省的一个市镇。 总面积14平方公里，总人口103人（2001年），人口密度7人/平方公里。